# 卡濟古爾特區
41°45′32″N 69°24′36″E / 41.759°N 69.41°E

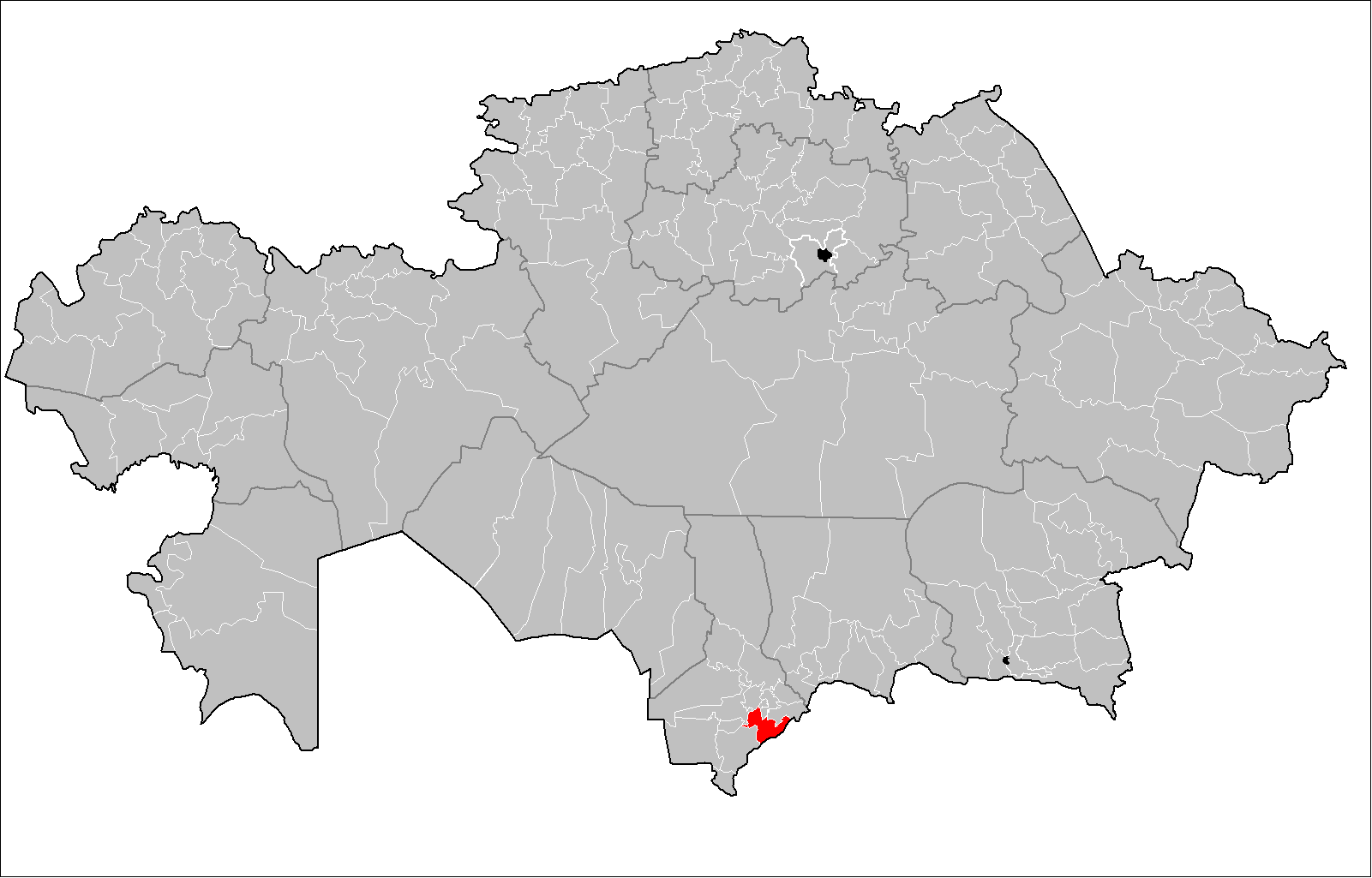

卡濟古爾特區是哈薩克斯坦的行政區，位於該國南部，由突厥斯坦州負責管轄，首府設於卡濟古爾特，始建於1928年，面積4,100平方公里，2019年人口106,225。